# おんたけ休暇村
おんたけ休暇村（おんたけきゅうかむら）は、長野県木曽郡王滝村に位置する名古屋市公営の休暇村。正式名称は「名古屋市民御岳休暇村」である。

## 概要
御嶽山の麓、1,450 m地点の高原に位置する。1969年度（昭和44年度）に名古屋市が王滝村の原野を取得して整備した。カヌー、自転車、トレイルランなど、様々なアウトドア・アクティビティを体験できる。森林保全活動事業や自然・地域文化等体験事業、青少年健全育成事業、健康増進支援事業を実施している。おんたけスキー場や妻籠宿、馬籠宿が近くにある。

## 館内施設
- 客室数 52（和洋室=8、和室=42、バリアフリー客室=2）
- 会議室 2（70名利用可能）
- 大浴場
- 日帰り温泉施設「こもれびの湯」
- ロビー・売店
- 食堂

## 体験施設
- 食の体験館：そば打ち体験や五平餅づくりが楽しめる。
- 天文館：口径60 cmの反射望遠鏡と口径20 cmの屈折望遠鏡があり、宿泊客を対象に観望会や天文教室を行なっている。
- 鳥獣展示館：木曽郡内や御嶽山周辺に生息する動物（哺乳類、鳥類、昆虫類等）の剥製や標本を中心に展示している。生息地（森林、岩場、草原）別に展示されている。
- 炭焼き体験施設：森林整備により発生する間伐材を利用して、炭焼きを行なっている。
- 木工体験館：プランターや踏み台、いすなどを製作できる。
- クライミング施設：ボルダリングが楽しめる。

## キャンプ場
ファミリーキャビン（貸別荘）とグループキャビン、常設のテントがある。

## おんたけこども村
青少年の健全育成を目的として、おんたけ休暇村で行なわれる名古屋市内在住の小中学生を対象とした企画。夏のキャンプ、冬のスキー教室を始めとし、春・夏・冬の長期休みや3連休中にその季節を最大限味わえるイベントを開催している。

## おんたけ市民の森づくり
おんたけ市民の森づくりは、専門的な知識や技能を必要とし、長期間に及ぶ森林整備事業である。おんたけ休暇村の敷地面積68万 m2のうち、9割を森林が占めている。森林のうち、8割はカラマツやヒノキなどの人工林、残り2割はミズナラやシラカバなどの天然林であるが、人工林は、植栽以来45 - 50年以上が経過しており、十分な管理がされていない状態であった。したがって、下流域の市民の水源を守るために、密植された人工林の間伐や枝打ち、蔦切り、除伐、広葉樹の植栽など、計画的な森林整備を行なっている。

## 交通アクセス
- JR東海中央本線 木曽福島駅より、無料送迎バスにて1時間。
- 中央自動車道中津川ICより、車で2時間。
- 中央自動車道伊那ICより、車で1時間40分。